# Hymenoxys cabrerae
Hymenoxys cabrerae là một loài thực vật có hoa trong họ Cúc. Loài này được K.L. Parker mô tả khoa học đầu tiên năm 1962.